# Cyriaque Gillain
Cyriaque Gillain (Biesme le 11 août 1857- Uccle le 16 août 1931) est un général belge, ancien chef d'état-major de l'armée belge qui a pris une part importante à la Première Guerre mondiale.

## Biographie

### Enfance et famille
Cyriaque Cyprien Victor Gillain, fils d'Adolphe Gillain et de Virginie Alexandre, est né le 11 août 1857 à Biesme dans la Province de Namur. Après son retour du Congo belge, il se marie le 26 septembre 1896 à Marchienne-au-Pont  dans l'entité de Charleroi avec Adèle Ménétrier avec qui il a une fille. Son épouse décède le 5 janvier 1908. Le 9 avril 1910, il se remarie à Marchienne-au-Pont avec Eugénie Ménétrier, sœur de sa défunte épouse, qui se charge de l'éducation de sa fille orpheline. Dans le privé, il est amateur du jeu de balle-pelote dont il encourage la pratique dans l'armée.

### Carrière militaire
Engagé volontaire à l'âge de 18 ans auprès du 4e régiment d'artillerie, il entre à l'École militaire en 1878. Il en sort en 1880 avec le grade de sous-lieutenant d'artillerie. En septembre 1883  Il est transféré à sa demande dans la cavalerie au 2e régiment des Guides.
Lieutenant en 1886, il est admis à l'École de guerre. Il en sort en 1888 avec le brevet d'état-major.
À peine sorti de l'École de guerre, il répond à l'appel du roi Léopold II et débarque à Boma au Congo belge le 7 janvier 1889. Promu capitaine de la Force publique, il reste au Congo jusqu'en 1896 et prend part à toutes les grandes opérations contre les esclavagistes. Il prend part à l'expédition Le Marinel de 1890 pour explorer le Lomami et réorganise le camp de Lusambo. Il revient en Belgique de février 1892 à mars 1893 avant de revenir au Congo comme commissaire de district et de collaborer avec Francis Dhanis. À la suite d'un désaccord après la prise de Kasongo, ce dernier demande son retour à Lusambo, ce qui est fait en avril 1894. À la suite de fièvres dysentériques, il retourne définitivement en Belgique le 12 février 1896. Il reprend alors son service à l'armée métropolitaine comme capitaine du 1er régiment de Lanciers.  
En 1890, il est capitaine-commandant. Il devient aide de camp du général Mallet et, en 1904, du général Mersch à la division de cavalerie. Il est promu major en 1906, puis lieutenant-colonel chef d'état-major adjoint au 3e régiment de Lanciers en 1909. En 1913, il est colonel et commande le 4e régiment de Lanciers. 

### Première Guerre mondiale
Au tout début de la Première Guerre mondiale, son régiment se distingue à la bataille de Haelen le 12 août 1914 qui voit la cavalerie belge défaire la 4e division de cavalerie allemande. Lors du siège d'Anvers, il combat avec son régiment à Werchter, Aerschot, aux environs de Pellenberg près de Louvain et dans la région d'Alost. Le 12 octobre 1914, il est désigné pour commander la 1re brigade de cavalerie qui contribue à protéger le flanc de l'armée belge en retraite vers l'Yser. Avec la cavalerie anglaise et française, la 1ère brigade participe aux combats le 17 octobre 1914 dans la forêt de Houthulst. Il est promu général-major le 11 février 1915. Le 6 janvier 1917, il est nommé lieutenant-général et remplace à cette date le lieutenant-général Ruquoy à la tête de la 5e division d'armée. Le 11 avril 1918, il succède à ce dernier comme chef d'état-major général de l'armée belge, le roi Albert Ier ayant porté son choix sur lui parce qu'il avait la réputation d'épargner la vie des hommes.
Son action aux côtés du souverain s'avère en particulier déterminante à deux reprises. Lors de la bataille de la Lys, l'armée belge brise dans son secteur la grande offensive allemande en avril 1918. A cette occasion, il ordonne « de se cramponner jusqu'à la dernière extrémité au territoire national et au camp retranché de l'Yser » . Le 17 avril, les 3e et 4e division belges remportent la victoire de Merckem. De même, l'offensive des Flandres du 28 septembre 1918 amènera les alliés belges, français et anglais du Groupe d'armées des Flandres (GAF) à la victoire. Sous la direction du général Gillain, l'état-major organise l'engagement des forces belges disponibles et la nécessaire coopération avec les armées française et anglaise. À la suite de ces victoires décisives pour le cours de la guerre, il est cité à l'ordre du jour de l'armée française le 30 juin 1918 et de l'armée belge le 21 décembre 1918. Selon cette dernière citation: « A mérité la reconnaissance de l'Armée et du Pays pour l'habilité et la maîtrise avec lesquelles il dirigea d'après les ordres du Roi, l'offensive victorieuse de l'Armée belge  ».

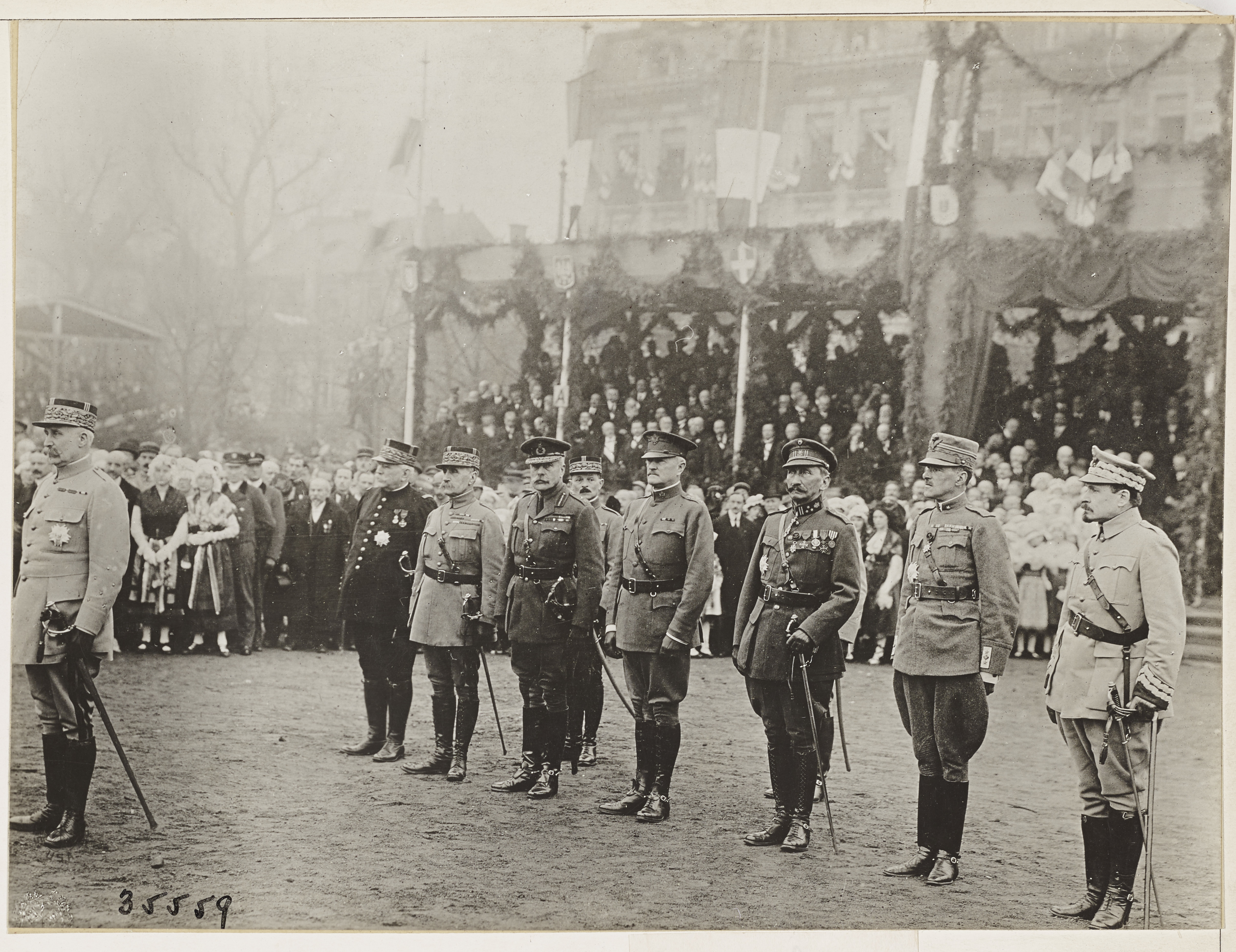
Metz, en 1918 en compagnie de Foch, Joffre, Albricci, Pershing, Józef Haller et Haig.

### Entre-deux-guerres
Il demande à être démis de son commandement en février 1920 en raison de son mauvais état de santé dû aux fièvres contractées en Afrique.
Il continue toutefois à manifester un vif intérêt pour l'armée. Le 28 décembre 1921, il est élu sénateur coopté. Il participe à ce titre aux débats parlementaires et est vice-président de la Commission sénatoriale de la Défense nationale. Il est aussi un des signataires de la proposition de loi visant à créer une université flamande.
Il garde un vif intérêt pour la colonie belge du Congo. Il est le fondateur du Cercle africain en 1920 et est le secrétaire général de l'Union coloniale de 1920 à 1930. Il accepte également la présidence de l'Université coloniale de Belgique créée à Anvers en 1920 et la dote d'une organisation modèle. 

## Décorations[6]

### Décorations belges
- Grand cordon de l'ordre de Léopold avec palme (14 août 1919)[4];

- Croix de guerre avec six palmes ;
- Commandeur de l'ordre de l'Étoile africaine (Congo belge) ;
- Commandeur de l'ordre royal du Lion  en janvier 1920 (Congo belge) ;
- Médaille de la campagne arabe (Congo belge).

### Décorations étrangères
- Commandeur de la Légion d'honneur: remise le 23 mai 1918 des mains du général Foch ;
- Croix de guerre avec palme (France) ;
- Ordre de Saint-Michel et Saint-Georges: commandeur (Royaume-Uni) ;
- Grand cordon de l'ordre de la Couronne royale d'Italie ;
- Army Distinguished Service Medal (États-Unis) ;
- Grand cordon de l'ordre de l'Aigle blanc avec glaives (Serbie) ;
- Grand cordon de l'ordre du Tigre (Chine) ;
- Grand cordon de l'ordre du Soleil Levant (Japon) ;
- Grand cordon de l'ordre de l'Eléphant blanc (Siam).

## Honneurs
Il refuse le titre de baron le justifiant ainsi à ses proches : « Je suis Gillain, je resterai Gillain ».
Le 22 août 1931, il a droit à des funérailles nationales. Il est inhumé au cimetière de Marchienne-au-Pont dans l'entité de Charleroi.
Une rue a été baptisée « Rue du lieutenant-général Gillain » à Marchienne-au-Pont et un monument en pierre est érigé le 11 novembre 1968 à sa mémoire, à celle des militaires et des déportés à Biesme.